# 3DS
3DS é o padrão de arquivos de computador nativo do software 3D Studio Max para o antigo ambiente DOS.
Arquivos 3DS armazenam informações sobre objetos ou ambientes 3D (formas, propriedades de material, fontes de luz, etc.).